# 关凯
关凯（1948年3月—2024年7月21日），山东东明人。中国人民解放军中将。
1998年7月晋升为少将，2007年7月晋升为中将，时年59岁。曾任沈阳军区司令部作战部部长，后升任中国人民解放军第16集团军参谋长、副军长、军长。2005年12月至2011年6月，任兰州军区副司令员。2008年起担任全国人大代表。
北京市老干部服务管理局7月22日发讣告证实，关凯于7月21日13时22分在北京去世。讣告透露，定于7月25日上午9时许在八宝山殡仪馆东礼堂举行关凯遗体告别仪式，并称，关凯的家中也将设灵堂。不过，死因问题，讣告中却只字未提。
网易号「求实者」发文称，关凯是因为骑行突遭意外去世。文章说，一位自称是关凯中将生前部下的网友透露，关凯是因为突遭车祸去世的。7月21日早上，关凯很早就起床锻炼身体，他骑着自行车在路边行驶，突然遭遇车祸，身体严重受伤，虽经立即送医抢救，最终仍不治离世。7月29日，又有网友透露，一位中将，因为当时没有钱，错失了最好的抢救时机，就这么走了。 （点这里 （页面存档备份，存于））
网友并爆出细节称，事发当天早上六点多，关凯骑车晨练，突然遭遇车祸，当即昏迷。因为他没带任何身分证件，也没带手机，无法和家人联系，肇事司机将他就近送到民航医院抢救。医院说抢救需要人民币五万元，但司机当时只筹到五千元，医院拒绝抢救。
早上八点，关凯的老伴还不见他回家，手机也留在家里，无法联系，便告知干休所，干休所也找不到，最后只好报警。忙了一早上，等到家属和干休所最终找到人时，已经过去三四个小时，人也已经离世了。